# Restarzew Cmentarny
Restarzew Cmentarny pronunciación en polaco: /[rɛsˈtaʐɛf t͡smɛnˈtarnɨ/] es un pueblo ubicado en el distrito administrativo de Gmina Widawa, dentro del Distrito de Łask, Voivodato de Łódź, en Polonia central. Se encuentra aproximadamente a 11 kilómetros al sureste de Widawa, a 26 kilómetros al sur de Łask, y a 56 kilómetros al suroeste de la capital regional Łódź.
El pueblo tiene una población de 200 habitantes.